# Fable (gra komputerowa 2004)
Fable – fabularna gra akcji stworzona przez Lionhead Studios, wydana pierwotnie 14 września 2004 roku na konsolę Xbox. 20 września 2005 na platformie Microsoft Windows zadebiutowała wersja rozszerzona, Fable: Zapomniane opowieści (ang. The Lost Chapters), w późniejszym czasie wydanej również na Xboksa, Xboksa 360 i macOS-a. W 2008 roku gra doczekała się kontynuacji, Fable II, a w 2010 zwieńczenia trylogii w postaci Fable III.

## Świat gry
Akcja Fable rozgrywa się w fikcyjnej krainie Albion, stanowiącej zlepek miast-państw, pomiędzy którymi rozciągają się pełne bezprawia równiny i lasy. Dawniej nazywane Starym Królestwem, rządzone przez starożytną dynastię, na czele której stali archonci. Pierwszy archont był dobrym i sprawiedliwym królem, jednak swoją siłę czerpał z artefaktu zwanego Mieczem Aeonów, który ostatecznie doprowadził do zepsucia zarówno jego, jak i całego królestwa. Fabuła gry rozpoczyna się wiele stuleci później, kiedy Stare Królestwo obrosło legendami. Jedną z najbardziej poważanych instytucji w Albionie jest Gildia Bohaterów. Gildia sama w sobie nie ocenia moralnego nastawienia swoich podopiecznych i szkoli każdego, kto wykazuje potencjał. Niektórzy jej absolwenci stają się bohaterami, wynajmowanymi jako żołnierze, strażnicy i obrońcy, podczas gdy inni wynajmowani są w charakterze złodziei, zabójców czy najemników.

### Fabuła
Kiedy spokojna wioska Dębowa Dolina zostaje zaatakowana przez bandytów, giną prawie wszyscy jej mieszkańcy z wyjątkiem małego chłopca. Zostaje on uratowany przez Maze’a, który dostrzega w nim potencjał i zabiera go do Gildii Bohaterów, gdzie przez następne lata szkolony jest w sztukach posługiwania się bronią białą, łukiem oraz magią, nawiązuje również rywalizację ze szkoloną na Bohaterkę pyszałkowatą Szept. Niedługo po zakończeniu nauk chłopiec – nazywany już Bohaterem – dowiaduje się, że z masakry w Dębowej Dolinie prawdopodobnie ocalała również jego siostra Teresa, a więcej informacji o niej może posiadać niewidoma wieszczka mieszkająca w obozie bandytów. Bohater przedostaje się do obozu i odkrywa, że wieszczką jest w rzeczywistości Teresa, uratowana przez Dwa Ostrza – dawnego Bohatera, obecnie króla bandytów.
Jakiś czas później, po zyskaniu sławy wśród mieszkańców Albionu, Bohater otrzymuje zaproszenie do udziału w walk na Arenie, gdzie poznaje Jacka Rzeźnika – legendarnego bohatera, prowadzącego walki. W ostatniej rundzie turnieju Bohater zostaje postawiony przez Jacka przed wyborem: może zabić Szept, która walczyła u jego boku na Arenie, czym zyska sobie wielką sławę, albo oszczędzić ją.
Bohater dowiaduje się od Teresy, że to Jack Rzeźnik dowodził atakiem na Dębową Dolinę. Dzięki pomocy siostry udaje mu się również ustalić, że masakrę przeżyła również ich matka, od lat przetrzymywana przez Jacka w więzieniu Bargate. Bohaterowi udaje się do niego przeniknąć, zostaje jednak pojmany i spędza tam kilka lat. Kiedy udaje mu się uwolnić, okazuje się, że Maze współpracuje z Jackiem i porwał Teresę. Po jego pokonaniu Bohater konfrontuje się z Rzeźnikiem, który zabija jego matkę. Jego celem jest zdobycie Miecza Aeonów, do czego niezbędna jest krew potomków archonta, płynąca w żyłach Bohatera, Teresy i ich matki, a jeżeli Jack zabije ich wszystkich, Miecz stanie się jeszcze potężniejszy. Bohaterowi udaje się pokonać Rzeźnika, zostaje jednak postawiony przed wyborem: może zabić siostrę i zatrzymać artefakt, albo wyrzucić go w portal, który powstał po śmierci Jacka.
W Zapomnianych opowieściach dodanych zostało kilka dodatkowych misji, które rozwijają wątek fabularny. Rok po pokonaniu Jacka Bohater otrzymuje wiadomości od legendarnego wojownika Kosy informacje o źle czyhającym w odległych Północnych Pustkowiach. Bohater wyrusza, żeby zbadać sprawę i dowiaduje się, że w rzeczywistości nie zabił Jacka Rzeźnika, który przeniósł swoją duszę do ciała smoka i powrócił. Po ponownym pokonaniu go, Bohater ponownie staje przed wyborem: może zniszczyć maskę Jacka, stanowiącą potężny artefakt, albo założyć ją, przez co stanie się z nim jednością.

## Rozgrywka
Fable jest fabularną grą akcji, w której gracz obserwuje wydarzenia z perspektywy trzeciej osoby. Grywalna postać, Bohater z Dębowej Doliny, może wchodzić w interakcje z ludźmi i przedmiotami, jak również z wrogami. Głównym celem gry jest ukończenie szeregu zadań nazywanych „złotymi misjami”, jednak poza nimi istnieją również zadania poboczne, niepowiązane bezpośrednio z głównym wątkiem fabularnym.
Większość zadań zdobywa się w Gildii Bohaterów. Te rozwijające fabułę oznaczone są kolorem złotym, pozostałem srebrnym i brązowym i można je wykonywać w dowolnej kolejności. Część zadań wymaga, żeby postać opowiedziała się po którejś ze stron – dobra lub zła – poprzez wybranie pomocy kupcom i ich ochroniarzom, albo wręcz przeciwnie, dołączenie do chcących ich zmasakrować bandytów. Po przyjęciu części zadań bohater może również wybrać dotyczące nich przechwałki, takie jak chociażby wykonanie zadania nago. Jeżeli spełni przechwałki, otrzyma dodatkowe pieniądze i sławę. Pieniądze pozwalają na zakup nowego wyposażenia, z kolei sława wpływa na to, jak postać postrzegana jest przez innych. Po wykonaniu niektórych zadań bohater zdobywa trofea, którymi może się przechwalać przed ludźmi, żeby zdobyć dodatkową sławę.
Poza korzystaniem z broni białej, takiej jak miecze i młoty, oraz miotającej (łuki i kusze), Bohaterowie mogą nauczyć się czarów, które zwiększają ich umiejętności, zadawane obrażenia albo służą bezpośrednio do walki. Po pokonaniu przeciwnika postać otrzymuje zarówno punkty doświadczenia ogólnego, jak i doświadczenia którejś z określonych dziedzin: siły, umiejętności lub woli, będącej odpowiednikiem magii i many. Ogólne doświadczenie można wydać na ulepszenie atrybutów z dowolnej grupy, doświadczenie siły na zwiększenie budowy ciała, zdrowia i odporności, a doświadczenia umiejętności na rozwój prędkości, precyzji i przebiegłości. Doświadczenie woli można wydać na zwiększenie ogólnej siły rzucanych czarów, albo na nauczenie się lub rozwinięcie nowych, podzielonych na zaklęcia ataku, otoczenia i cielesne. Doświadczenie zdobywane w walce można zwiększyć poprzez podnoszenie mnożnika bojowego, czyli zadawanie wielokrotnych obrażeń przeciwnikom. Jeżeli bohater zostanie trafiony przez wroga, jego mnożnik spada do najbliższej wielokrotności liczby pięć lub do zera, jeżeli w momencie trafienia wynosił zero lub mniej.
W grze dostępnych jest wiele miejsc oferujących dodatkowe zajęcia, niepowiązane z walką ani głównym wątkiem fabularnym. W wielu z nich znajdują się domy, które można kupić, umeblować i zamieszkać w nich, wprowadzić się do nich albo wynająć je w celu zyskania dodatkowych pieniędzy. Możliwe jest kupowanie przedmiotów w jednym miejscu i sprzedawanie ich w innych za wyższą cenę. Bohater może poślubić wiele kobiet i mężczyzn, a maksymalna liczba małżonków jest uzależniona od ilości posiadanych domów.

### Moralność
W Fable moralność Bohatera mierzona jest poprzez wskaźniki dobra i zła. Prawe działania zapewniają punkty dobra i przyczyniają się do zwiększenia moralności, a działania złe sprawiają, że postać staje się bardziej amoralna. Pozytywną moralność zdobywa się chociażby za zabijanie potworów i ratowanie mieszkańców, a negatywną za zabijanie niewinnych, łamanie prawa czy bicie małżonków. Na moralność wpływa również spożywanie określonych rodzajów pożywienia, przykładowo jedzenie tofu uznawane jest za działanie dobre, a chrupiących kurczaków (wciąż żywych) za złe. Bohater może również modlić się w świątyniach bogów Skorma i Avo. Datki przeznaczane na świątynię Avo zapewniają punkty dobra, a składanie ofiar w świątyni Skorma – zła. Moralność wpływa nie tylko na to, jak postacie niezależne postrzegają Bohatera, ale również na jego wygląd. Włosy bohatera pozytywnego zbieleją, nad jego głową pojawi się aureola, a wokół niego będą latać motyle. Oczy bohatera negatywnego zachodzą czerwienią, na jego głowie pojawiają się rogi i emanuje czerwoną aurą.
Na wygląd i moralność bohatera wpływają również inne czynniki. Obżarstwo sprawia, że postać zacznie przybierać na wadze, a picie na umór sprawi, że bohaterowi zrobi się niedobrze. Ubiór, poza zwiększeniem lub zmniejszeniem ilości obrażeń otrzymywanych w walce, ma również wpływ na to, jak postrzegany jest Bohater i wpływa na jego atrakcyjność lub straszność. Jasne ubrania sprawiają, że postać postrzegana jest przez mieszkańców jako bardziej szlachetna, co przekłada się na większy szacunek do niej, z kolei ciemne, kojarzone z bandytami, uznawane są za przerażające. Wygląd Bohatera można dodatkowo zmieniać za sprawą fryzur, bród i tatuaży, mają na niego wpływ również rozwijane umiejętności, sprawiające, że postać staje się wyższa, bardziej umięśniona i emanuje magiczną aurą.

## Produkcja

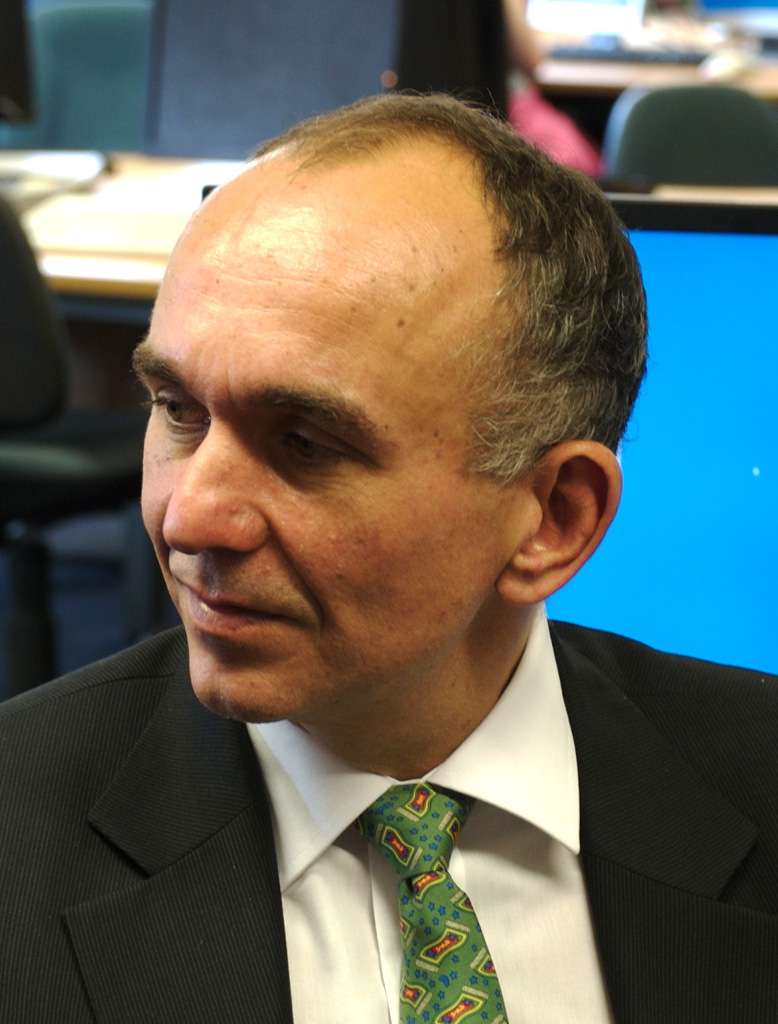
Peter Molyneux, jeden z projektantów gry

Fable było pierwszą grą stworzoną przez Big Blue Box, studio powiązane z założonym przez Petera Molyneux Lionhead Studios. Założyciele Big Blue Box, Dene i Simon Carterowie, ustalili, że ich pierwszy projekt będzie musiał spełniać kilka kryteriów, żeby zainteresował wydawców, nie chcieli jednak tworzyć gry takiej, jak wszyscy inni. Molyneux zaproponował, że Lionhead zajmie się finansowaniem, promocją i wsparciem technologicznym, podczas gdy Big Blue Box skoncentruje się wyłącznie na tworzeniu gry. Po początkowych niepowodzeniach w poszukiwaniu wydawcy, propozycję Carterom złożył Microsoft, poszukujący interesujących tytułów na opracowywaną przez siebie konsolę Xbox i będący zainteresowany tworzoną przez nich grą fabularną, mającą być jak żadna inna. Wedle zapowiedzi braci, gra miała być osadzona w „pięknym miejscu pełnym wodospadów, gór, gęstych lasów” i wypełniona przekonującymi postaciami, mającymi własne osobowości i reagującymi na poczynania gracza. Zamiarem Carterów było stworzenie produkcji, w której postać będzie się dostosowywała do sposobu grania, starzała się, zdobywała blizny w bitwach czy nosiła damskie suknie, jeżeli gracz będzie miał taką zachciankę. Każda osoba miała przeżywać grę inaczej i tworzyć swoją własną opowieść. Produkcja początkowo nosiła tytuł Thingy, który w późniejszym czasie został zmieniony na Project Ego.
Produkcja gry zajęła około siedemdziesięcioosobowej ekipie około czterech lat. Głównym założeniem, niezmiennym przez cały cykl produkcyjny, było zmienianie się wyglądu grywalnej postaci w zależności od jej zachowań, jak również reagowanie na nie przez bohaterów niezależnych. Podczas gdy Big Blue Box zajmowało się dewelopingiem, Molyneux agresywnie promował Fable, posuwając się nawet do stwierdzenia: „To będzie najlepsza gra w historii”.
Recenzenci, którzy otrzymali wersje podglądowe, wskazywali w swoich wrażeniach przede wszystkim na absurdalny humor oraz specyficzny klimat Fable. Dziennikarz magazynu „GamePro” nazwał grę „fantasy w stylu Terry’ego Pratchetta albo Piersa Anthony’ego”. Humor i klimat miały być jednymi z elementów, które odróżniały Fable na tle innych komputerowych gier fabularnych.
Muzyka do gry została w większości skomponowana przez Russella Shawa, który wcześniej współpracował z Molyneux przy Magic Carpet i Black & White. Wyjątkiem był utwór przewodni, skomponowany przez Danny’ego Elfmana. W jednym z wywiadów Elfman stwierdził, że hollywoodzcy kompozytorzy z reguły nie tworzą muzyki do gier, po części dlatego, że deweloperzy z reguły nalegają na sztuczną ścieżkę brzmiącą jak orkiestra, zamiast wykorzystać prawdziwą orkiestrę. Za namową Elfmana, Lionhead skorzystało z niewielkiej orkiestry, co – jak stwierdził Shaw – było znacznie większym wyzwaniem, niż inne projekty, w których brał udział.

## Fable: Zapomniane opowieści
W październiku 2005 roku, rok po premierze podstawowej wersji, gra doczekała się wersji rozszerzonej, której nadano podtytuł Zapomniane opowieści. Miesiąc później została wydana na Xboksa, a 31 marca 2008 roku na Mac OS X. Zapomniane opowieści zawierają tę samą zawartość, co podstawowe Fable, jak również zupełnie nowe treści, w tym przeciwników, bronie, czary bazujące na moralności, przedmioty, zbroje, miasta, budynki i wyrażenia. Fabuła została rozbudowana poprzez dodanie dziewięciu nowych obszarów i szesnastu zadań, w tym dziewięciu rozwijających główny wątek fabularny. Niektóre postacie, takie jak Kosa i Briar Rose, które w oryginale odgrywały marginalną rolę, zostały rozbudowane i odgrywają większą rolę w niektórych zadaniach głównych. Wśród innych zmian dotyczących postaci znalazła się między innymi zmiana głosu głównego antagonisty, Jacka Rzeźnika, który w Zapomnianych opowieściach jest głębszy i bardziej złowieszczy, oraz możliwość odkrycia i rozwiązania tajemnicy zamordowania siostry lady Grey. Rozszerzona wersja zawiera również różnego rodzaju usprawnienia techniczne i eliminowała błędy.

## Fable Anniversary
W 2013 roku Lionhead zapowiedziało Fable Anniversary, stanowiące zremasterowaną wersję oryginalnego Fable, a konkretniej – Zapomnianych opowieści. Anniversary zawiera usprawnioną oprawę graficzną i dźwiękową, nowy system zapisu oraz wsparcie dla osiągnięć. Pełny cykl produkcyjny remake’u trwał piętnaście miesięcy.
Początkowo Anniversary miało ukazać się pod koniec 2013 roku, jednak w październiku 2013 reżyser projektu, Ted Timmins, zapowiedział, że premiera została przesunięta. Ostatecznie odświeżona wersja wydana została na Xboksa 360 4 lutego 2014 roku w Ameryce Północnej, a trzy dni później w Europie. 2 czerwca zapowiedziano również wydanie wersji przeznaczonej na komputery osobiste, która zadebiutowała ona na platformie Steam 12 października, oferując wsparcie dla modyfikacji. 7 lutego 2014 roku Anniversary, wraz z drugą i trzecią częścią, ukazała się w wydaniu zbiorczym Fable Trilogy.

## Odbiór
Gra spotkała się z pozytywnym przyjęciem ze strony zarówno odbiorców, jak i krytyków. Średnia ocen oryginalnej wersji w agregatorach recenzji Metacritic i GameRankings wynosi 85%. Fable zdobyło ponad pięćdziesiąt nagród branżowych i przez pewien czas było najszybciej sprzedającą się grą na Xboksa.
Recenzenci chwalili przede wszystkim system walki. Recenzent serwisu 1up.com chwalił możliwość różnorodnego podejścia do walki, co jego zdaniem sprawiało, że walka jest na swój sposób minigrą. Marc Saltzman z „USA Today” stwierdził, że chociaż gra posiada kilka niedociągnięć, takich jak chociażby mdły projekt postaci, to „powinna zadowolić cię głębią, otwartą rozgrywką i solidną historią, która z czasem staje się coraz lepsza”. Chwalono również koncept wolnej woli oraz tego, że działania Bohatera mają swoje konsekwencje. Innym powszechnie chwalonym elementem były żartobliwa postacie oraz humor, który recenzent „The Observer” określił jako „typowo brytyjskie poczucie humoru w stylu Monty Pythona czy Douglasa Adamsa”. Chociaż wielu recenzentów krytykowało krótki główny wątek fabularny, część zaznaczała jednocześnie, że jest on rekompensowany dużą różnorodnością zadań pobocznych.
Jednym z najczęściej wytykanych problemów był fakt, że grze nie udało się spełnić obietnic składanych przez Molyneux podczas jej produkcji. Jednym z takich elementów był brak możliwości posiadania dzieci, chociaż Molyneux obiecywał wcześniej, że dzieci Bohatera odegrają w grze znaczącą rolę. Projektant odniósł się do tych zarzutów w formie publicznych przeprosin zamieszczonych na forum internetowym studia Lonhead. Część niespełnionych obietnic, w tym posiadanie dzieci, udało się zrealizować w kontynuacjach.
Zapomniane opowieści w wersji na komputery osobiste i Xboksa zebrały nieznacznie niższą średnią ocen. Część recenzentów, jak chociażby Greg Kasavin z serwisu GameSpot, wskazało w recenzjach, że dodanie nowej zawartości sprawiło, że gra nie stała się „czerstwa”. 1up.com stwierdziło, że tworząc Zapomniane opowieści twórcy nie wymyślili koła na nowo, ale poprzez wprowadzenie nowych zadań wyeliminowali problem oryginału, cierpiącego na zbyt krótki wątek fabularny. Recenzenci „GamePro” i IGN stwierdzili, że Zapomniane opowieści w wersji na komputery osobiste biją na głowę swój konsolowy pierwowzór.
Gra okazała się kasowym sukcesem. W ciągu pierwszego tygodnia w Ameryce Północnej sprzedano 375 tys. egzemplarzy, a w ciągu pierwszego miesiąca – 600 tys. Na całym świecie rozeszło się około trzech milionów egzemplarzy. W 2005 roku przedstawiciel Microsoft Studios zapowiedział, że Fable będzie jedną z marek dostępnych na konsolę następnej generacji, Xboksa 360. Kontynuacje gry – Fable II i Fable III – zostały wydane w 2008 i 2010 roku.